# Casa dei Tre Oci

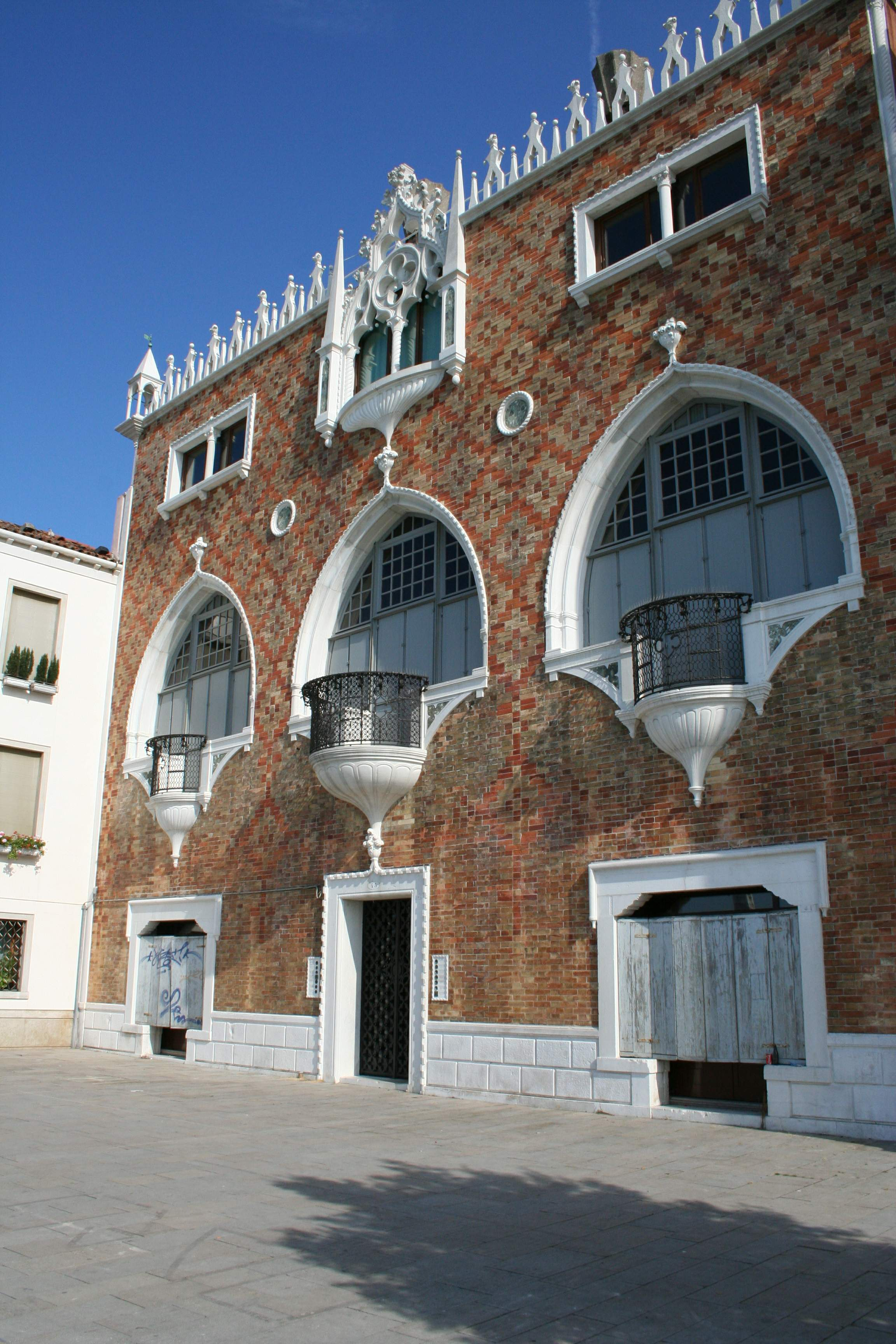
Casa dei Tre Oci

Casa dei Tre Oci sau Casa di Maria este un palat în Veneția, situat pe insula Giudecca din sestiere Dorsoduro. El este orientat către Canalul Giudecca, la mică apropiere de biserica Le Zitelle.

## Istoric
Casa dei Tre Oci este o clădire din secolul al XX-lea legată de multe nume ilustre. A fost concepută între anii 1912 și 1913 de către pictorul emilian Mario de Maria (1852, Bologna - 1924, Bologna), care a făcut-o noua sa locuință din Veneția. El a dorit să o comemoreze astfel pe fiica lui mult-iubită Silvia, care a murit cu câțiva ani mai devreme: cele trei ferestre ale fațadei sunt de fapt cei trei membri supraviețuitori ai familiei de Maria (Mario însuși, soția sa Emilia Voight și fiul Astolfo), în timp ce fereastra biforă de deasupra lor o simbolizează pe mica defunctă.
În acest palat, după moartea lui de Maria, au rămas și au trăit persoane din lumea artei, precum arhitectul Renzo Piano. În 1970 Enrico Maria Salerno a filmat acolo unele secvențe din filmul Anonimo veneziano.
Astăzi, casa se află în proprietatea Polymnia Venezia srl, o societate care organizează evenimente culturale legate de arta secolului al XX-lea; în interior se mai păstrează mobilierul original și multe materiale artistice și fotografice legate de viața lui De Maria și de evenimentele petrecute în această casă.

## Descriere
Exemplu de arhitectură neogotică din prima decadă a secolului al XX-lea, Casa dei Tre Oci este rezultatul mai multor tendințe arhitectonice, de la cele tradiționale venețiene la cele avangardiste ale secolului al XX-lea.
Clădirea are trei etaje, dar trebuie subliniată importanța primului etaj, cu trei enormi oci (termenul venețian pentru ochi), ferestre mari sub formă ogivală cu vedere la Canalul Giudecca și la Bazinul San Marco. În centrul fațadei de la cel de-al doilea etaj se află o fereastră biforă încadrată de decorațiuni neo-gotice.

## Imagini

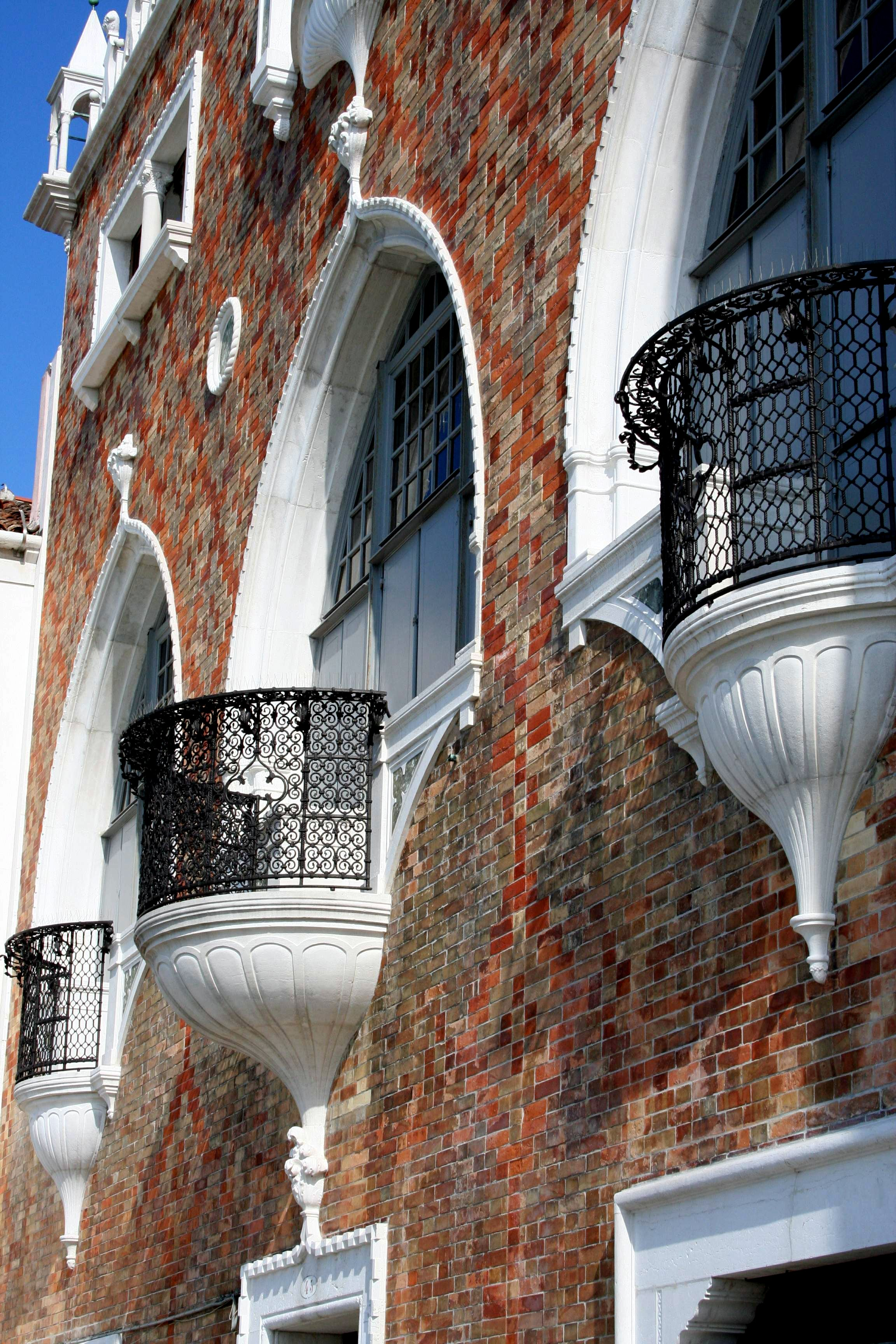
Cei trei ochi
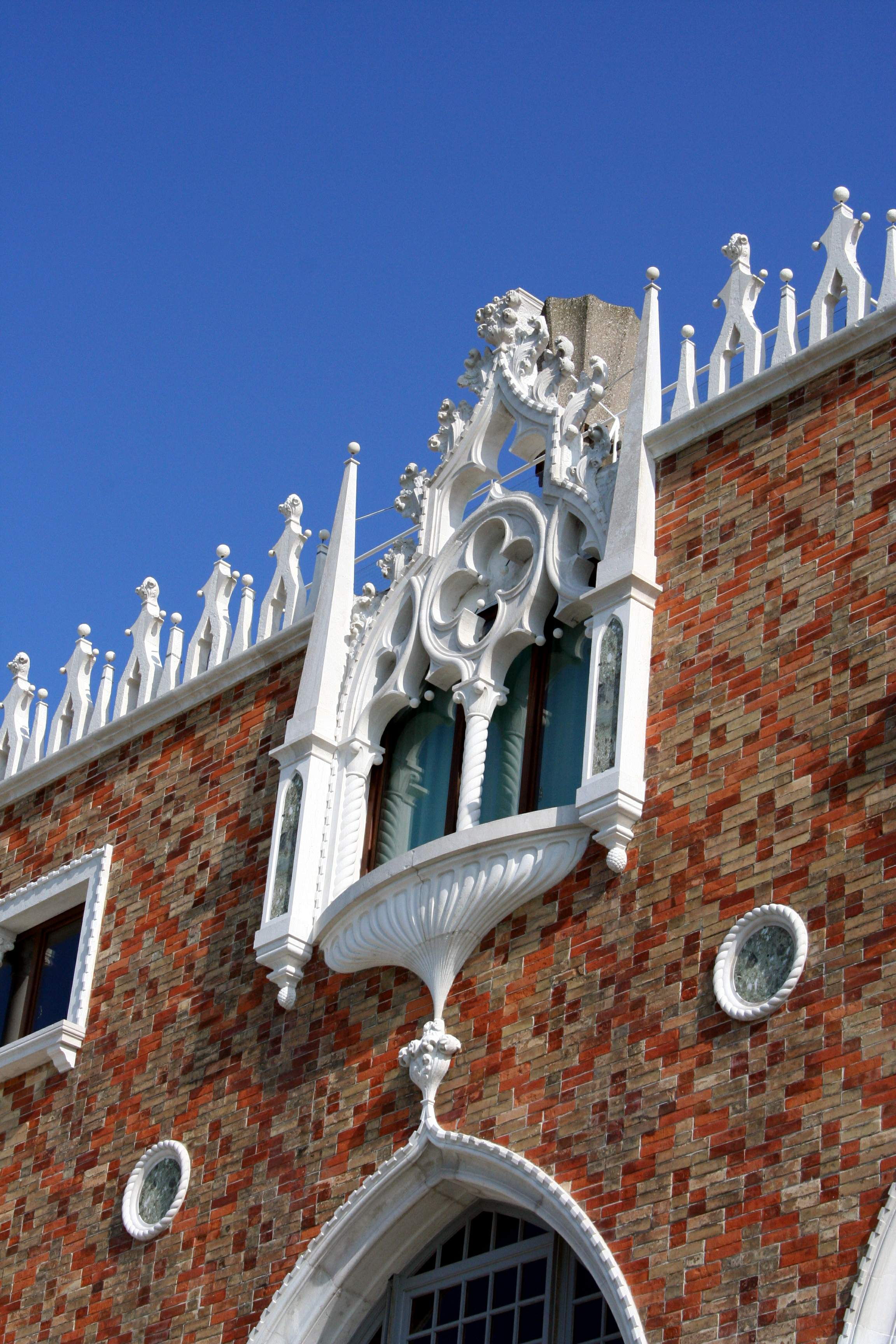
Fereastra biforă în stil neogotic de la etajul al II-lea
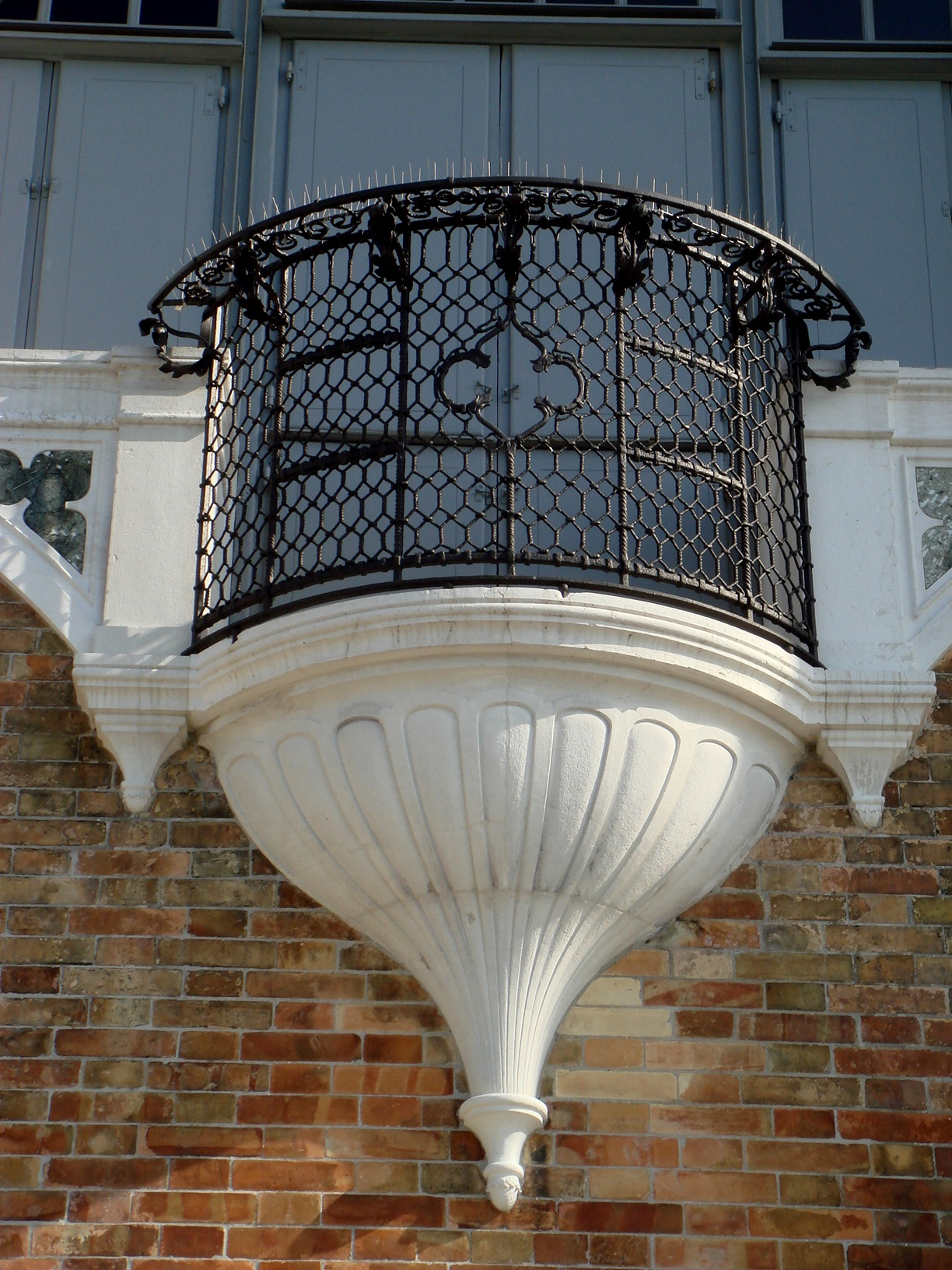
Detaliu cu una dintre cele trei terase